# Septér
Septér (románul Șopteriu, németül Siebendorf) település Romániában Beszterce-Naszód megyében.

## Fekvése
Besztercétől délre, Mezőújlak és Mezőörményes közt fekvő település.

## Története
Septéren találták meg az egyetlen és legnagyobb karp temetőt (27 sírhellyel).
1295-ben Septer néven említik először. A középkorban római-katolikus vallású magyar lakossága volt, mely a reformáció idején felvette a református vallást.
A magyar lakosság száma idővel megcsappant, ezt bizonyítja az is, hogy a kevés református hívő miatt a 18. század elejére a falu megszűnt önálló plébánia lenni és ettől kezdve, mint filia, Mezőújlakhoz tartozott. Román lakossága a 17. század folyamán telepedett le itt.
A trianoni békeszerződésig Kolozs vármegye Mezőörményesi járásához tartozott.

## Lakossága
1910-ben 1075 lakosa volt, ebből 900 román, 148 magyar és 27 cigány
2002-ben 470 lakosából 437 román, 19 cigány, 14 magyar volt.

## Híres emberek
- Sikó Miklós (1818 - 1900) festő
- Vasile Moldovan (1949 - ) költő